# Sunset Strip (skladba)
„Sunset Strip“ je čtvrtý singl britského baskytaristy a zpěváka Rogera Waterse, který je známý především jako člen skupiny Pink Floyd. Singl vyšel v roce 1987 (viz 1987 v hudbě).
Singl „Sunset Strip“ obsahuje stejnojmennou píseň z alba Radio K.A.O.S., které vyšlo tentýž rok. Na B straně singlu se nachází skladba „Money (Live)“, což je nově nahraná verze slavné písně „Money“ z alba Pink Floyd The Dark Side of the Moon. Nejedná se však o skladbu nahranou na koncertě, jak uvádí její název, ale o studiovou nahrávku (zpěv Paul Carrack) s přimíchaným potleskem a reakcemi publika.

## Seznam skladeb
1. „Sunset Strip“ (Waters) – 4:06
2. „Money (Live)“ (Waters) – 6:12